# 吉隆有線電視
吉隆有線電視是台灣基隆市的一家有線電視公司，營業範圍為基隆市全區，總部設於七堵區，是台灣電視史上第一家從第四台邁入合法經營的有線電視公司。

## 歷史

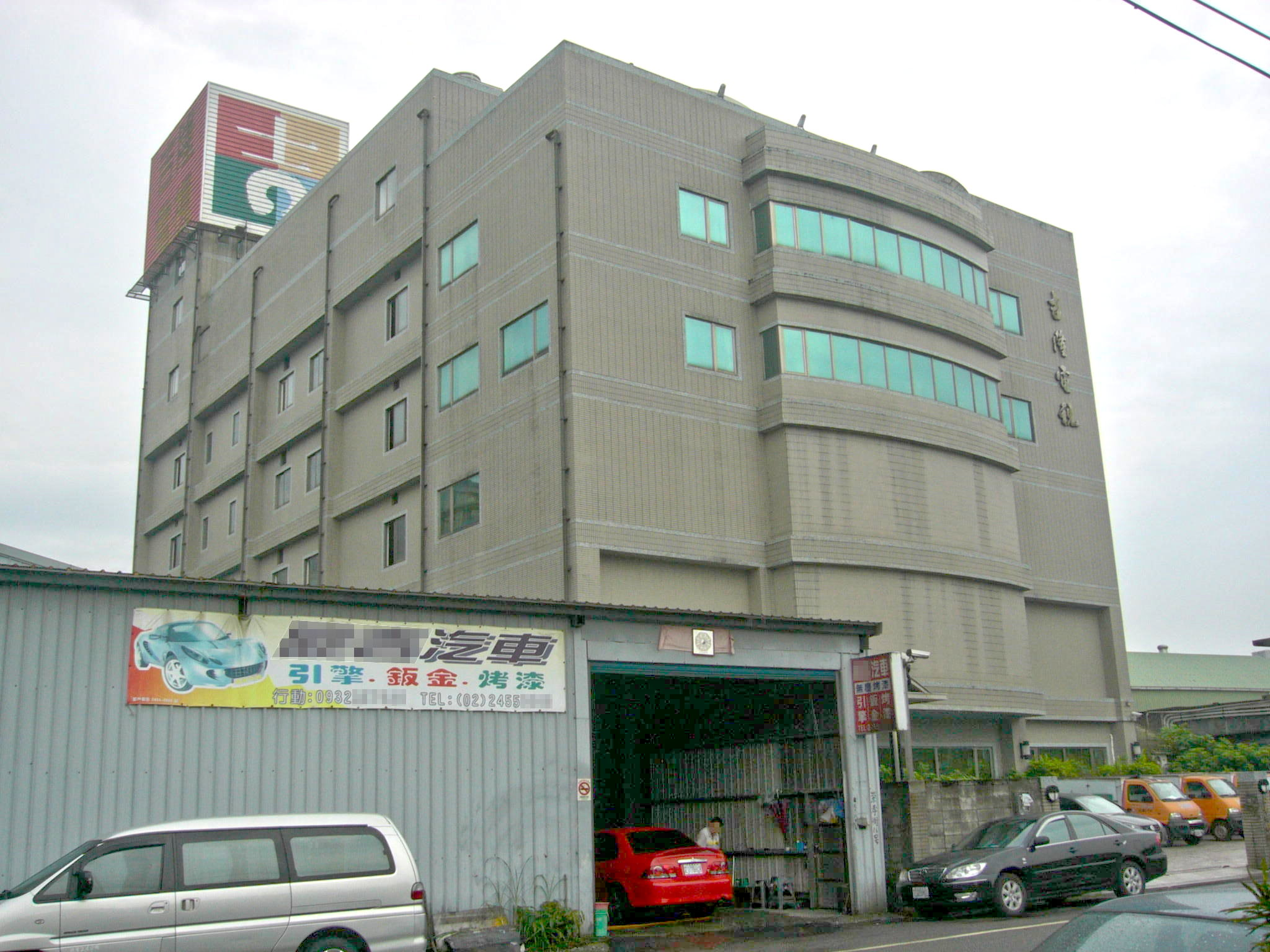
吉隆有線電視第二代總部位於基隆市七堵區崇孝街6號

1992年1月，基隆市五大第四台業者「元信（吉元）有線電視台」、「享享有線電視台」、「三豐有線電視台」、「光正有線電視台」、「友聯共同天線」聯合成立「吉隆有線電視股份有限公司籌備處」。1995年10月24日，吉隆有線電視取得行政院新聞局籌設許可。1996年8月2日，吉隆有線電視獲得中華民國經濟部及基隆市政府同時核發〈公司執照〉及〈營利事業登記證〉，正式成立，開始規劃及建設高速光纖網路與數位式中控機房設施。1997年7月28日，吉隆有線電視通過中華民國交通部查驗合格，取得〈有線電視系統執照〉。1998年5月13日，吉隆有線電視獲得行政院新聞局第一張〈有線廣播電視系統經營者營運許可證〉，許可證號「有線視全字第001號」。1998年6月15日，吉隆有線電視正式開播，營業範圍為基隆市全區，第一代總部設於七堵區俊賢路23號1樓（國際世貿大樓），識別標誌為紅黃藍綠四色方塊加白色「吉」字，是台灣第一家合法經營的有線電視公司。吉隆有線電視成立不久被和信企業團納入旗下，之後又轉手成為中嘉網路旗下成員、並改用中嘉網路的識別標誌。
和信企業團投資的吉隆有線電視取得〈有線廣播電視系統經營者營運許可證〉，使得東森媒體集團投資的基隆市未合法有線電視公司「大基隆有線電視股份有限公司」（GKL CATV，原「大基隆民主有線電視台」）必須面臨停播；但和信企業團與東森媒體集團達成協議，東森媒體集團退出基隆市以換取和信企業團投資的新竹市有線電視公司「竹和有線電視股份有限公司」。於是和信企業團與東森媒體集團在基隆市與新竹市換區經營，使得吉隆有線電視成為基隆市獨家經營、竹和有線電視成為新竹市獨家經營的態勢。

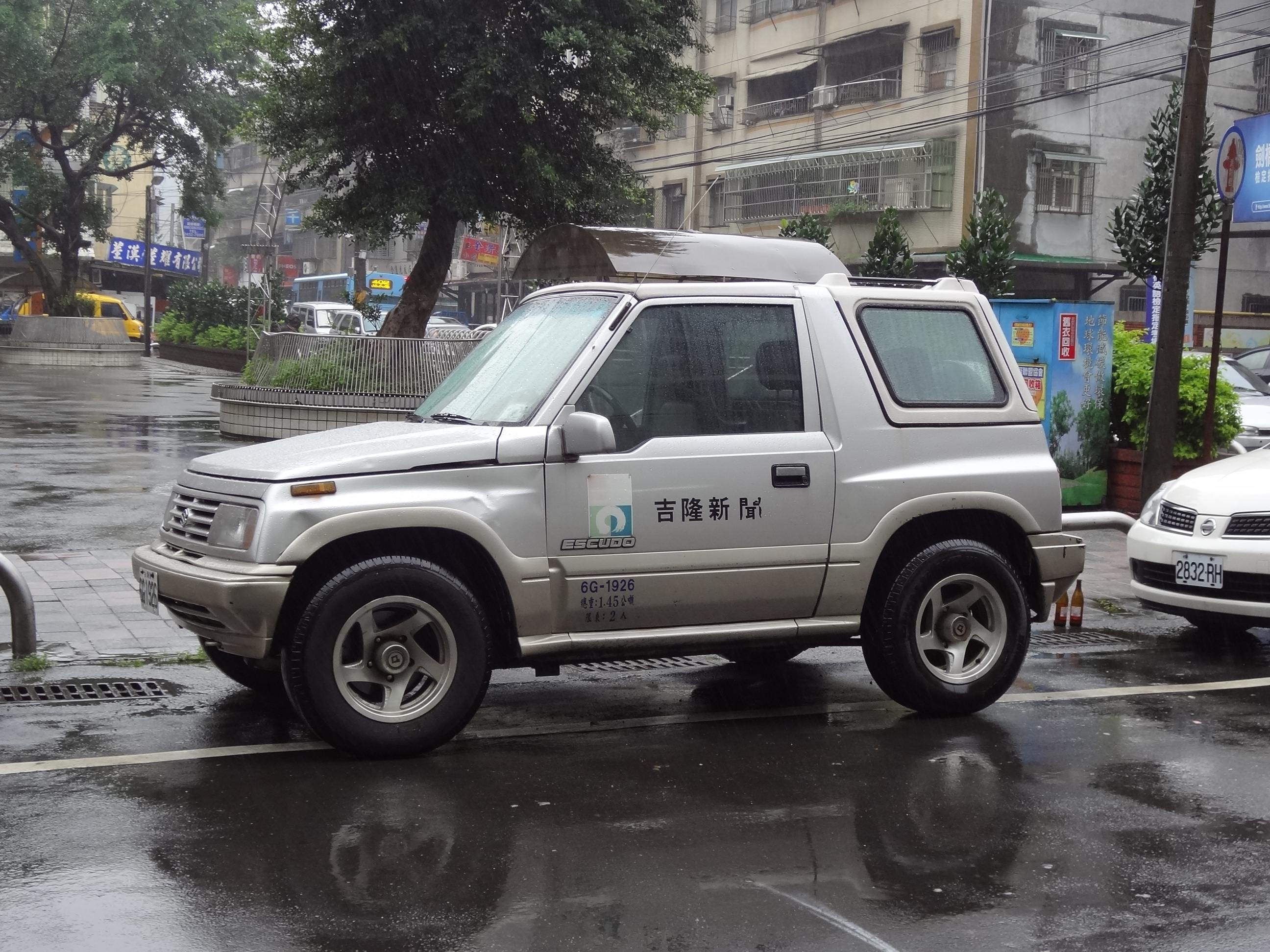
吉隆新聞鈴木吉星採訪車

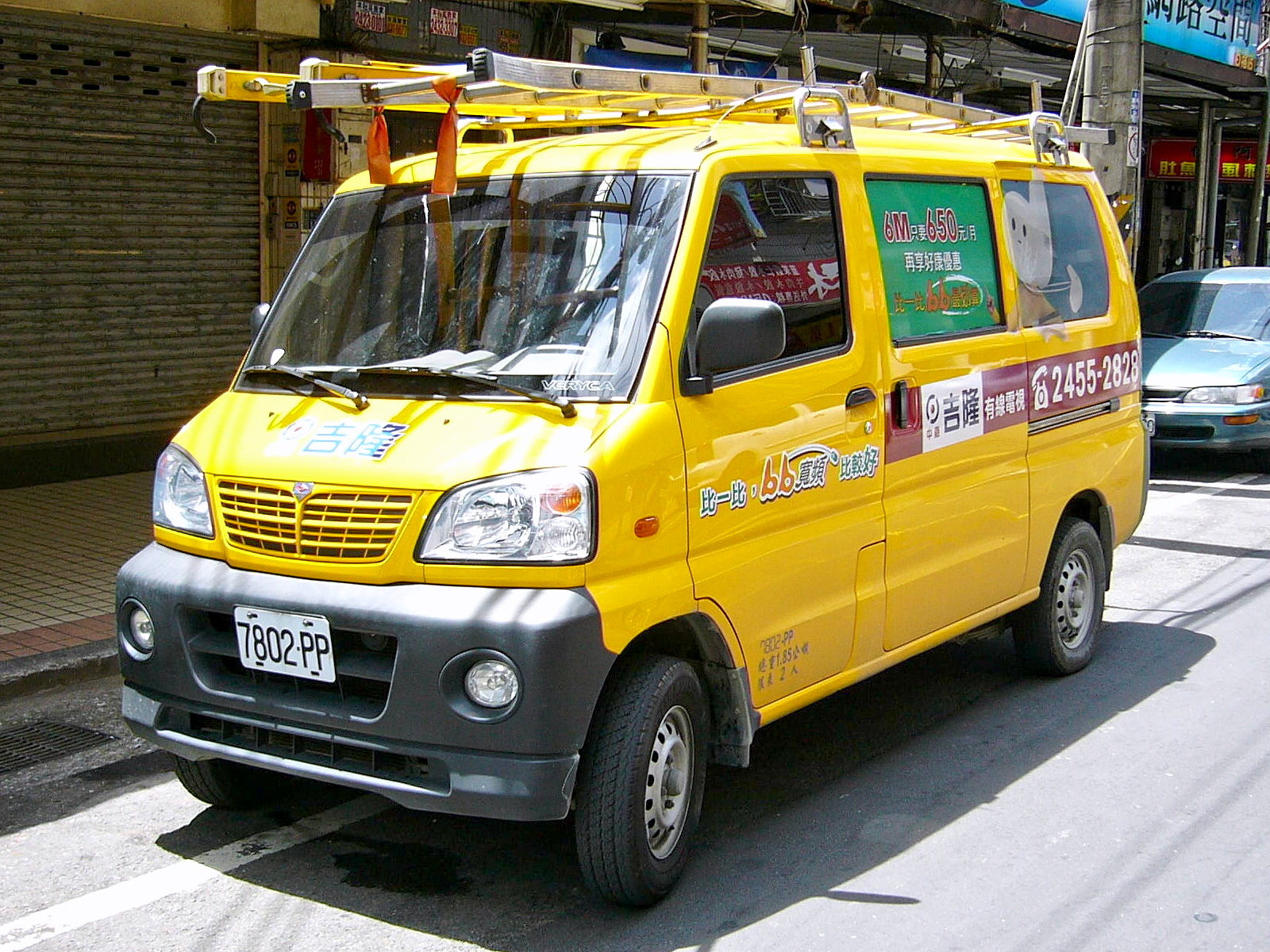
吉隆有線電視工程車2010年版塗裝

1997年，吉隆有線電視成立新聞部，展開自製節目，首先開播每日新聞節目《吉隆新聞》、深度報導節目《我愛基隆》與現場直播市政論壇節目《關心市政作伙來》。1999年12月，行政院公平交易委員會通過吉隆有線電視與大基隆有線電視結合案，大基隆有線電視加入聯播吉隆有線電視的自製節目，《吉隆新聞》改名為《基隆有線新聞》。2001年，大基隆有線電視結束營業，吉隆有線電視接收大基隆有線電視收視戶，《基隆有線新聞》名稱改回《吉隆新聞》。2000年代中期，吉隆有線電視總部遷至七堵區崇孝街6號，位於當時聯華實業七堵工廠（今神通資訊科技七堵生產中心）旁，這是吉隆有線電視首次擁有獨棟總部。2010年9月1日，基隆市第三家合法有線電視公司「大世界有線電視股份有限公司」（Key North Cable TV）結束營業，吉隆有線電視接收大世界有線電視收視戶。
2011年8月26日，行政院新聞局第11屆金視獎頒獎典禮，《吉隆新聞》獲得「最佳地方新聞節目獎」。

## 外部連結
- 吉隆有線電視 （页面存档备份，存于）